# Opel Corsa C
L'Opel Corsa C est une citadine polyvalente construite par Opel et General Motors de l'automne 2000 à l'été 2006, qui a remplacé sa prédécesseur la Corsa B.

## Historique du modèle

### Général
Lors du lancement sur le marché en novembre 2000 pour l'année modèle 2001, Opel a proposé la Corsa C avec des moteurs de 1,0 litre et 43 kW (58 ch), de 1,2 litre et 55 kW (75 ch) (devenu ensuite le moteur Twinport avec 59 kW (80 ch)) et de 1,4 litre et 66 kW (90 ch). La nouvelle transmission Easytronic, une transmission manuelle automatisée, n'était initialement disponible qu'avec le moteur de 1,2 litre, mais elle est ensuite devenue disponible pour les moteurs essence de 1,0 litre et 1,4 litre ainsi que le moteur diesel de 1,3 litre. Le moteur GSi de 1,8 litre développant 92 kW (125 ch) a suivi en février 2001.
À partir du début de l'année 2001, il existait un moteur diesel d'une cylindrée de 1,7 litre avec un turbocompresseur et refroidisseur intermédiaire. Il produisait 55 kW (75 ch). L'ECO à de nouveau été également proposé - avec le même moteur que dans le modèle précédent.

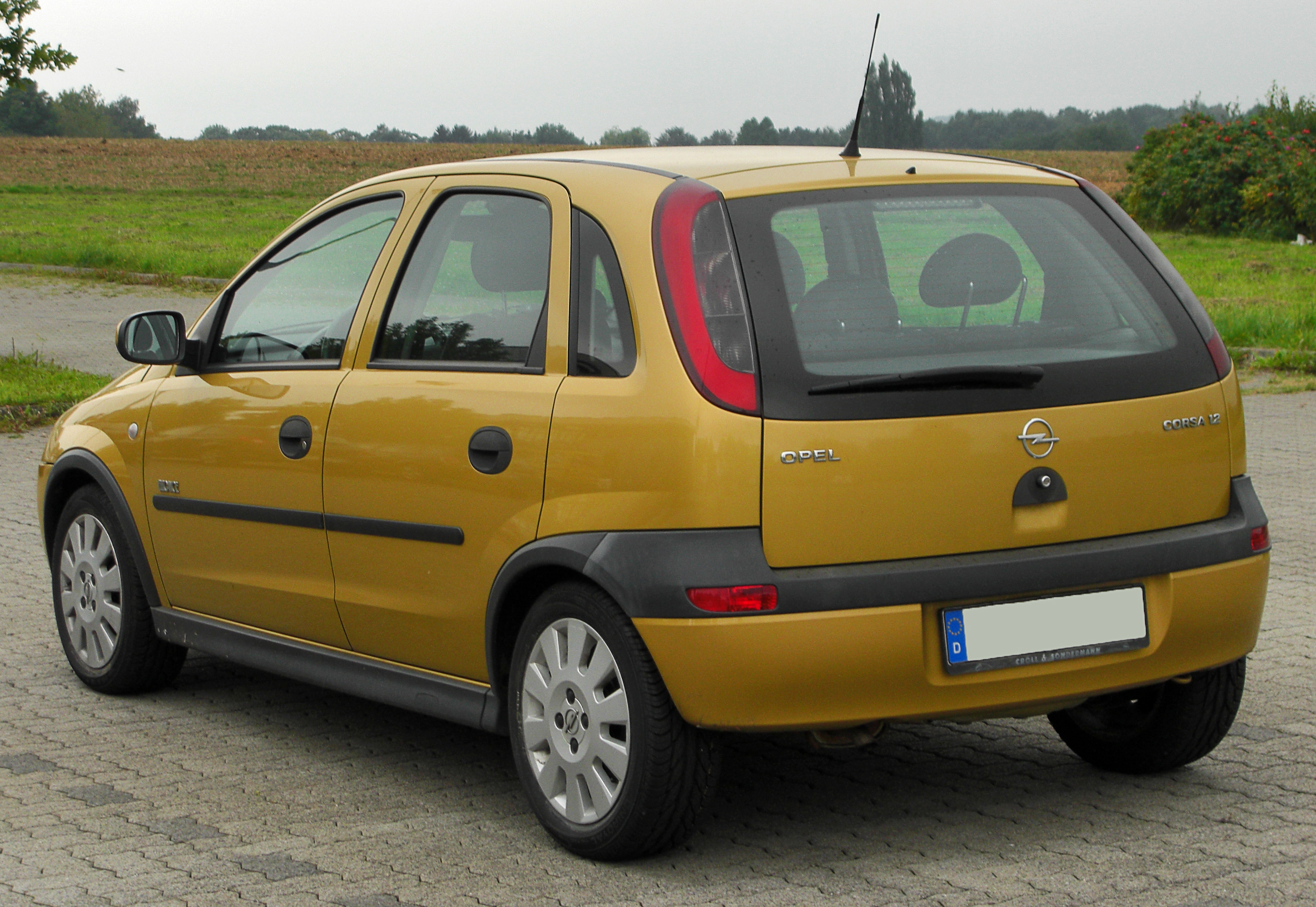
Vue arrière
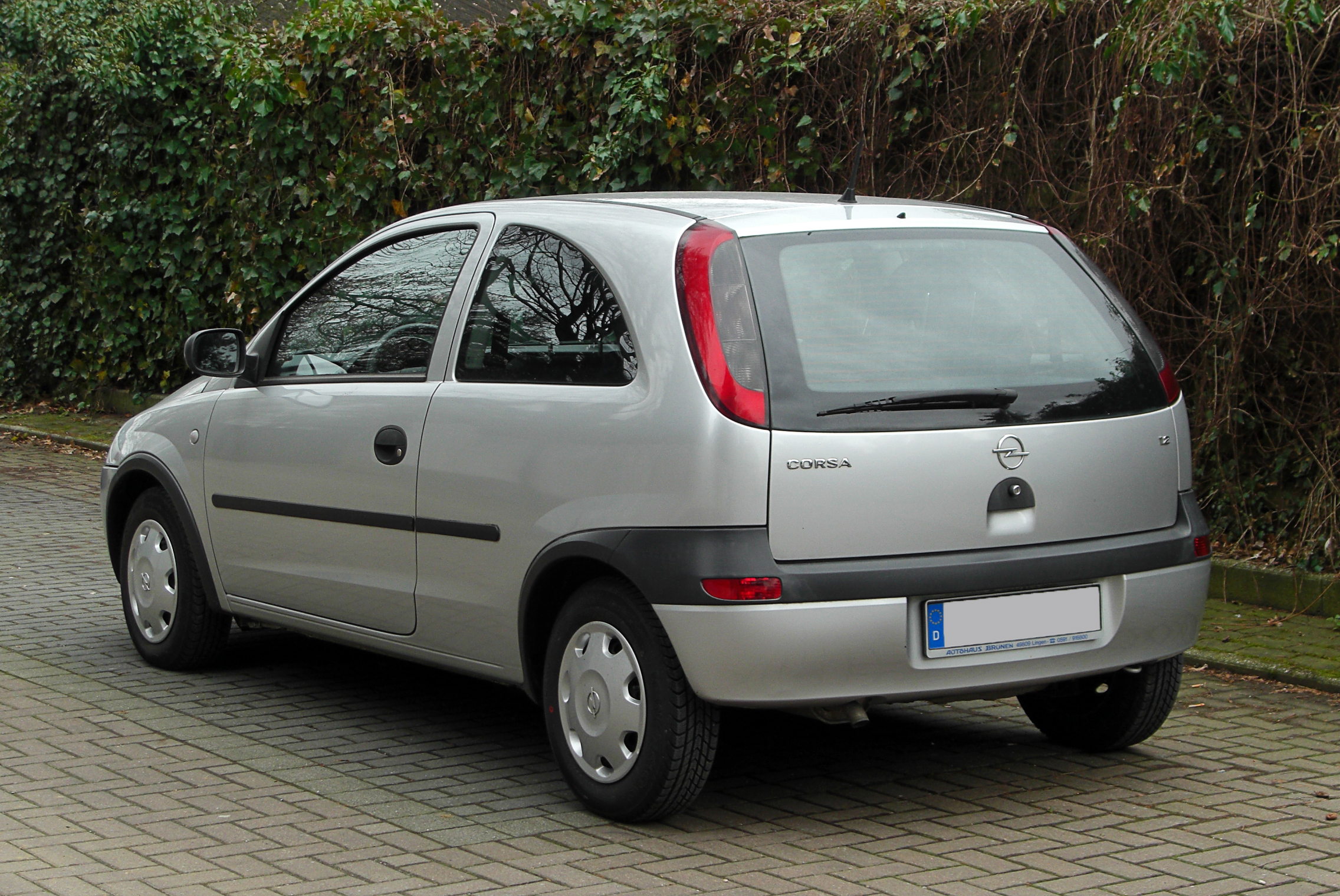
Opel Corsa trois portes (2000–2003)
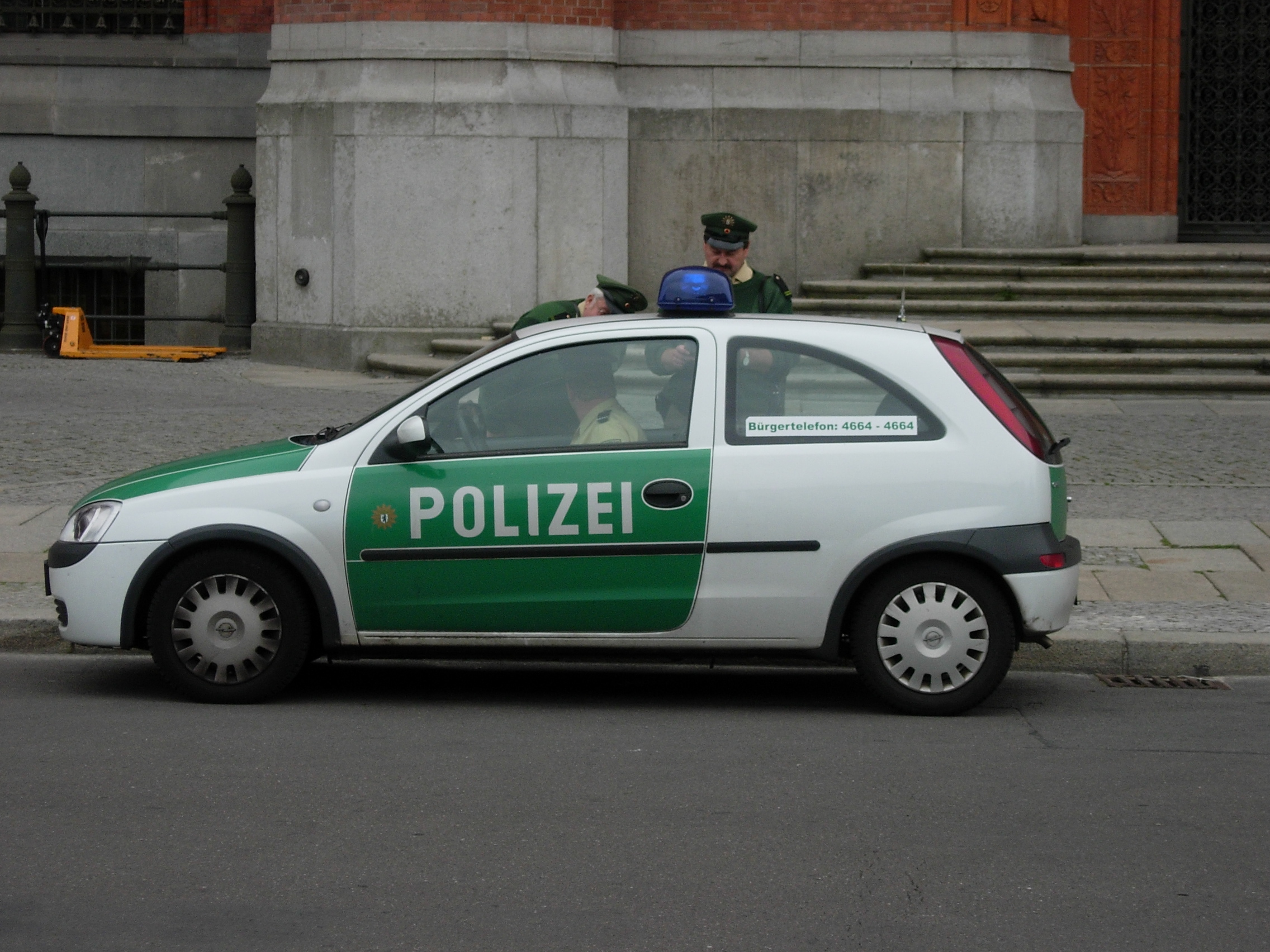
Corsa C en tant que voiture de police à Berlin
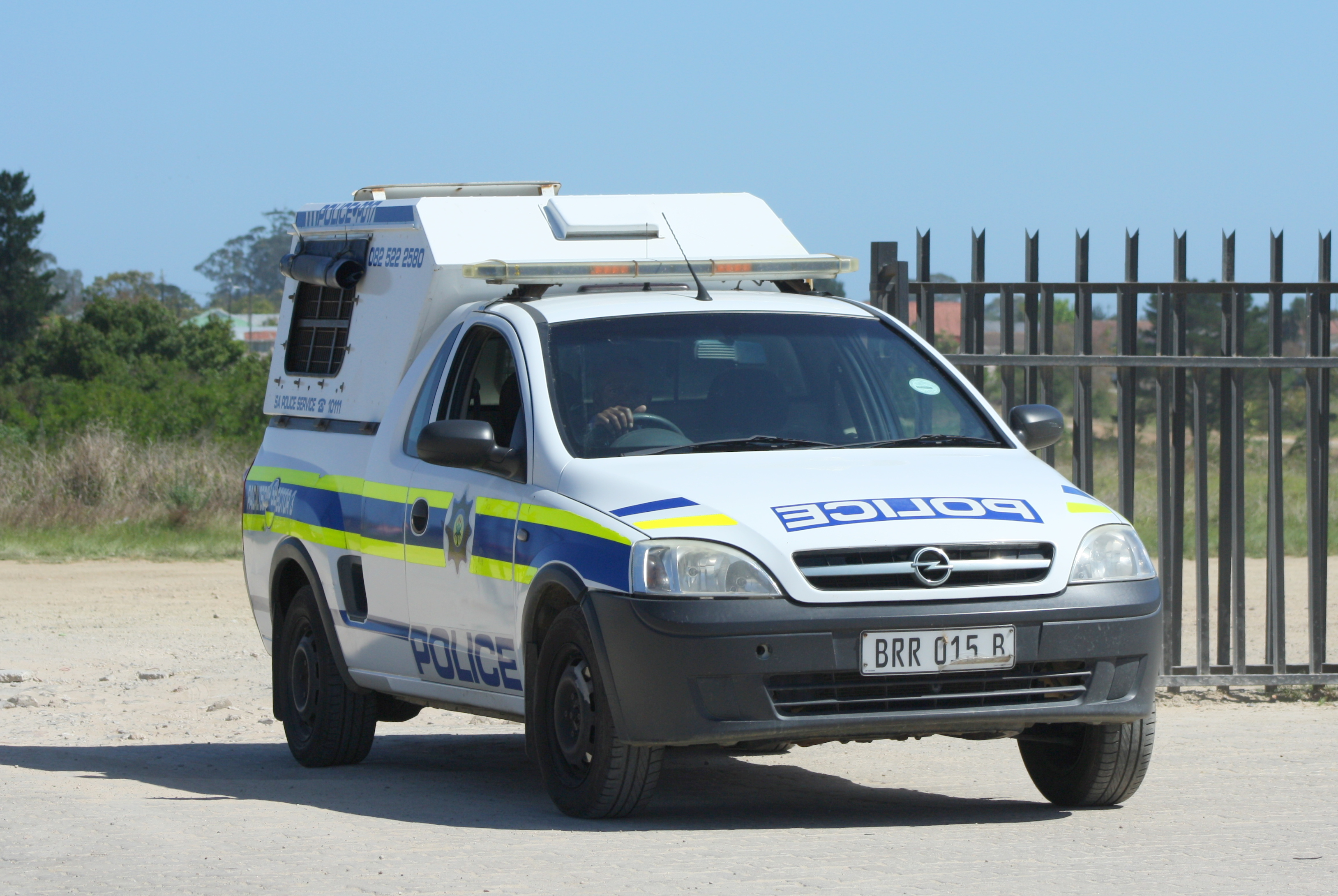
Corsa C en tant que fourgon de police en Afrique du Sud

### Lifting
À l'été 2002, un petit lifting pour l'année modèle 2003 comprenait une barre chromée brillante sur le devant de la calandre et d'autres petites choses.
En août 2003, la Corsa C a fait l'objet d'un lifting majeur pour l'année modèle 2004, qui impliquait principalement la modification des pare-chocs et l'abaissement du feu antibrouillard arrière. Les phares ellipsoïdes et les garnitures chromées de la calandre ont également été modifiés.

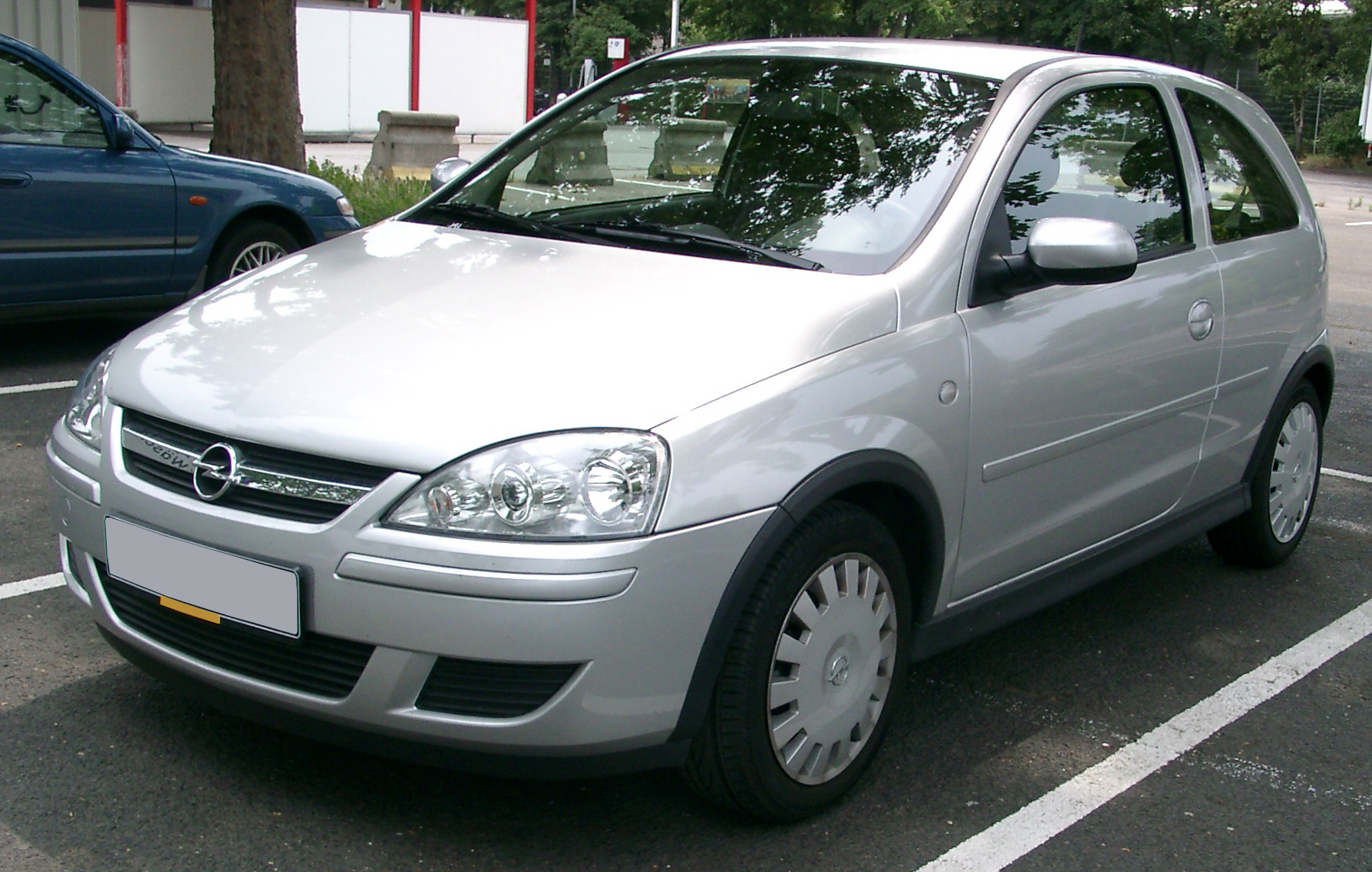
Opel Corsa trois portes (2003–2006)
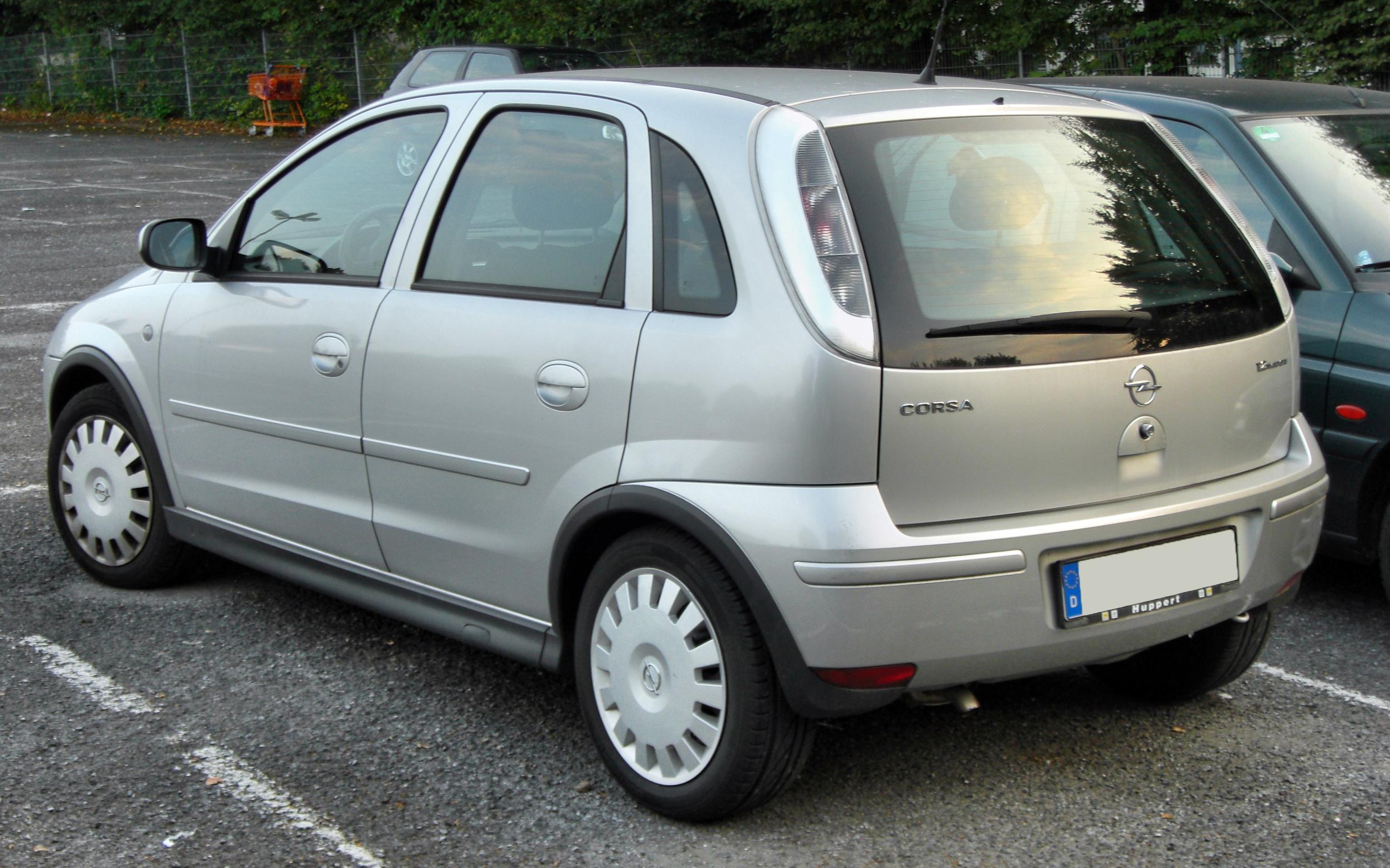
Opel Corsa cinq portes (2003–2006)
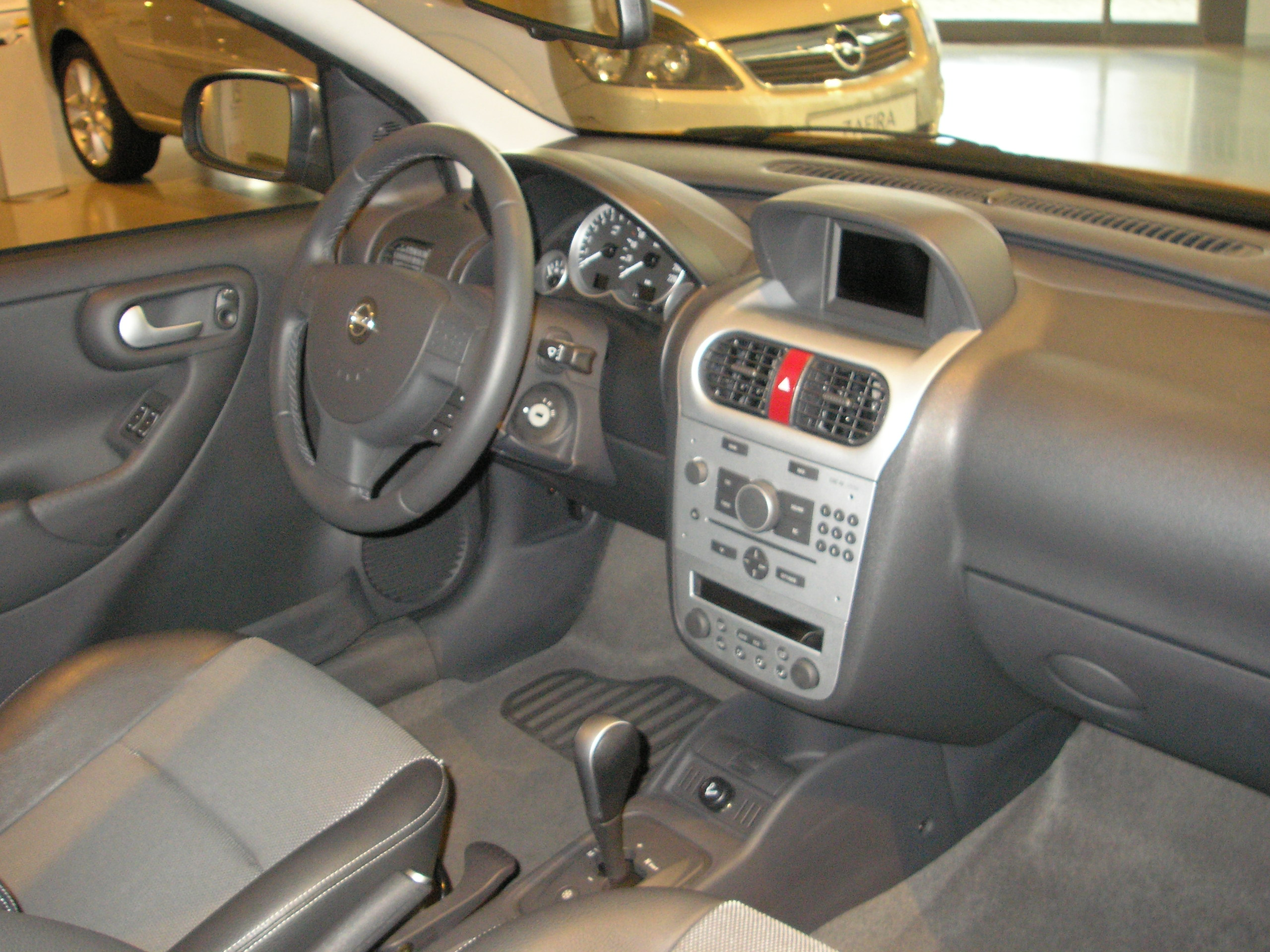
Espace intérieur

La Corsa C a été remplacée par la Corsa D en octobre 2006. Ce n'est que dans certains pays, par exemple en Israël, en Arabie saoudite, en Afrique du Sud et à Taïwan, que la Corsa C a été remplacée par un modèle plus récent plus tard. En Amérique du Sud, il existe une version pick-up de la Corsa C, le Chevrolet Montana.
L'Opel Corsa Sedan, construite en Allemagne pour l'Espagne, est même restée en production jusqu'en 2009. En Amérique du Sud, la Corsa B a également continué à être construite sous le nom de Classic aux côtés de la Corsa C. Au Japon ainsi qu'en Afrique de l'Est, la troisième génération de la Corsa est connue sous le nom d'Opel Vita.
Opel a utilisé la même plate-forme pour les Corsa C, Tigra Twintop, Meriva et Combo.

### Variantes d'équipement
Les variantes d'équipement au-dessus de l'équipement de base sans nom sont appelées : Selection, Cosmo, Comfort, Cool, Eco, Edition, Elegance, Enjoy, Fresh, GSi, Njoy, Sport, Sportsline et Black & Silver (pour le 20ème anniversaire de la Corsa en 2002; seulement 2002 exemplaires spéciaux ont été réalisés).

## Motorisations
Après le lifting effectué à l'été 2003, les moteurs essence de 1,0 litre et 1,4 litre de la Corsa ont été remplacés par des moteurs «Twinport» économes en carburant. Ils disposent de deux orifices d'admission séparés par cylindre, dont l'un peut être fermé par des volets en charge partielle. Grâce au système «Twinport», la puissance du moteur de 3 cylindres a augmenté de 2 ch pour atteindre 44 kW (60 ch) (le moteur Z10XE avait 43 kW (58 ch)). Néanmoins, la consommation a diminué et, avec une conduite économique, a pu atteindre 4,5 l/100 km. Le moteur Z12XE de 1,2 litre est doté de 4 cylindres et produit 55 kW (75 ch). Ce n'est qu'à partir de l'année modèle 2005 que ce moteur a été remplacé par le moteur Twinport Z12XEP de 59 kW (80 ch). Cependant, le moteur de 1,8 litre est resté inchangé et était également disponible, par exemple, dans la variante Sport. La GSi, en revanche, est devenue une pure variante du modèle, disponible avec les moteurs CDTi de 1,4 litre, 1,8 litre et 1,7 litre.
À partir du lifting, le moteur diesel DTI d'Isuzu de 1,7 litre (désignation Opel Y17DT; 55 kW (75 ch); 165 Nm) était également disponible avec injection directe à rampe commune sous la désignation CDTi 1.7 (désignation Opel Z17DTH; 74 kW (100 ch); 240 Nm). Ce moteur était également utilisé dans l'Astra H ainsi que dans certaines voitures de la marque Honda.
En outre, le petit moteur diesel CDTi de 1,3 litre et 51 kW (70 ch), développé par Fiat Powertrain, a été introduit au même moment.
Tous les moteurs, hormis le moteur diesel d'avant le lifting, répondent à la norme Euro 4.